# Font Mentidera (Aramunt)
La Font Mentidera és una font del poble d'Aramunt, de l'antic terme del mateix nom, pertanyent a l'actual municipi de Conca de Dalt, al Pallars Jussà.
Està situada a 508 m d'altitud, al sud-oest de les Eres, actual poble d'Aramunt. És al marge esquerre del riu de Carreu, i als peus del serrat, al sud-oest de la Font de la O.
Passa ran de la font la pista rural que enllaça Aramunt amb Tremp per la vora esquerra del pantà de Sant Antoni i amb Orcau a través de la vall de Montesquiu, el Camí de Tremp. És a l'esquerra del riu de Carreu just a migdia del lloc on aquest riu vessa les seves aigües en el pantà de Sant Antoni.